# Cirriphyllum romanum
Cirriphyllum romanum là một loài Rêu trong họ Brachytheciaceae. Loài này được (Brizi) Broth. mô tả khoa học đầu tiên năm 1909.